# Carl Jakob von Jutrzenka-Morgenstern
Carl Jakob von Jutrzenka-Morgenstern, auch Carl Jakob von Morgenstern oder Carl Jakob von Jutrzenka-Trzebiatowski, (* 1745 Żabno, Königlich Preußen; † Stettin 20. November 1789) war ein preußischer Offizier und Ritter des Ordens Pour le Mérite.

## Leben

### Herkunft und Familie
Carl Jakob von Jutrzenka-Morgenstern war Angehöriger der aus Pommern stammenden Adelsfamilie von Jutrzenka (deutsch Morgenstern). Seiner Eltern waren Franz von Jutrzenka-Trzebiatowski und Sabine Veronika von Massow. Er hatte zwei ebenfalls in Żabno geborenen bzw. getaufte Brüder, Ernst Johann von Jutrzenka-Trzebiatowski (* 1739) und Nikolaus Nathanael von Morgenstern (1741–1761). Letzterer nahm mit dem Infanterieregiment „v. Hagen gen. v. Geist“ (Nr. 8) an der Schlacht bei Torgau teil, wo er schwer verwundet wurde, infolgedessen noch 1760 sein Patent zum Fähnrich erhielt, jedoch schließlich seinen Verletzungen erlag. Carl Jakob von Jutrzenka-Morgenstern blieb unvermählt und starb, ohne Kinder zu hinterlassen.

### Werdegang
Morgenstern begann seine Laufbahn in der preußischen Armee 1761 als Gefreiter-Korporal im Infanterieregiment „v. Queis“ (Nr. 8) mit Garnison in Stettin. Noch im selben Jahr avancierte er zum Fähnrich. Er nahm von 1761 bis 1763 am Siebenjährigen Krieg, namentlich 1762 der Schlacht bei Freiberg teil. Im Mai 1766 erhielt er seine Beförderung zum Sekondeleutnant. Während seiner Dienstzeit (1758–1769) unter Generalmajor Julius Dietrich von Queis nahm der König eine Parade bei Stargard ab. Friedrich II. fragte den jungen Offizier von Morgenstern nach Namen und Vaterland, und als dieser für letzteres Polen nannte, war der König so verärgert, dass er ihn nicht als Edelmann anerkennen wollte. Etwa 1771 bürgte er mit oder für seine Mutter in Hypotheken zu Schönberg, Kreis Konitz und zu Wienskowo, Anteil A, Kreis Schwetz. Im Juni 1777 stieg er zum Premierleutnant bei der 1. Grenadier-Kompanie des Regiments auf. Mit dem Infanterieregiment „v. Hacke“ (Nr. 8) nahm er seit 1778 ebenfalls am Bayerischen Erbfolgekrieg teil. Für seinen Einsatz im Gefecht bei Gabel am 2. August 1778 erhielt er den Orden Pour le Mérite. Seit März 1786 hatte er das Patent als Stabskapitän und war seit Anfang Dezember 1786 ordentlicher Stabskapitän im Infanterieregiment „v. Scholten“ (Nr. 8). Er starb im Rang eines Kapitäns.